# Ta mej mé
Ta mej mé är ett studioalbum från 1975 av det svenska dansbandet Curt Haagers. Detta är deras andra album.

## Låtlista
1. Ta mej mé (Countin' the Hours Countin' the Days)
2. Ensam (Nino)
3. Nu har sommaren kommit igen
4. Det skrivs så många vackra ord om kärlek
5. Jag är den som slutat drömma (I'm a Man of Constant Sorrow)
6. Peter gunn
7. Sherry
8. Hej vilken toppentjej
9. Sommarlängtan
10. Help Me, Rhonda
11. Kan jag komma igen (Put Your Head on My Shoulder)
12. Stjärnan